# Dunbarton (Nuevo Hampshire)
Dunbarton es un pueblo ubicado en el condado de Merrimack en el estado estadounidense de Nuevo Hampshire. En el Censo de 2010 tenía una población de 2.758 habitantes y una densidad poblacional de 33,96 personas por km².

## Geografía
Dunbarton se encuentra ubicado en las coordenadas 43°6′45″N 71°36′27″O / 43.11250, -71.60750. Según la Oficina del Censo de los Estados Unidos, Dunbarton tiene una superficie total de 81.22 km², de la cual 79.99 km² corresponden a tierra firme y (1.52%) 1.24 km² es agua.

## Demografía
Según el censo de 2010, había 2.758 personas residiendo en Dunbarton. La densidad de población era de 33,96 hab./km². De los 2.758 habitantes, Dunbarton estaba compuesto por el 97.43% blancos, el 0.29% eran afroamericanos, el 0.15% eran amerindios, el 0.62% eran asiáticos, el 0% eran isleños del Pacífico, el 0% eran de otras razas y el 1.52% pertenecían a dos o más razas. Del total de la población el 1.31% eran hispanos o latinos de cualquier raza.